# Lifetime Achievement Award des European Film Awards
Pour les articles homonymes, voir Life Achievement Award.
Le Lifetime Achievement Award est une récompense cinématographique spéciale décernée depuis 1988 par l'Académie européenne du cinéma lors de la cérémonie annuelle des prix du cinéma européen. Il salue une personnalité du cinéma pour l'ensemble de sa carrière.

## Récipiendaires

### Années 1980 - 1990
- 1988 :
  - Ingmar Bergman –  Suède
  - Marcello Mastroianni –  Italie
- 1989 : Federico Fellini –  Italie
- 1990 : Andrzej Wajda –  Pologne
- 1991 : Alexandre Trauner –  France  Hongrie
- 1992 : Billy Wilder –  Autriche États-Unis
- 1993 : Michelangelo Antonioni –  Italie
- 1994 : Robert Bresson –  France
- 1995 : Marcel Carné –  France
- 1996 : Alec Guinness –  Royaume-Uni
- 1997 : Jeanne Moreau –  France
- 1998 : Jeremy Irons –  Royaume-Uni
- 1999 : Ennio Morricone –  Italie

### Années 2000
- 2000 : Richard Harris –  Irlande
- 2001 : Les Monty Python –  Royaume-Uni
- 2002 : Tonino Guerra –  Italie
- 2003 : Claude Chabrol –  France
- 2004 : Carlos Saura –  Espagne
- 2005 : Sean Connery –  Royaume-Uni
- 2006 : Roman Polanski –  Pologne  France
- 2007 : Jean-Luc Godard –  France
- 2008 : Judi Dench –  Royaume-Uni
- 2009 : Ken Loach –  Royaume-Uni

### Années 2010
- 2010 : Bruno Ganz –  Suisse
- 2011 : 
  - Stephen Frears –  Royaume-Uni
  - Michel Piccoli –  France
- 2012 : Bernardo Bertolucci –  Italie
- 2013 : Catherine Deneuve –  France[1]
- 2014 : Agnès Varda –  France[2]
- 2015 : Charlotte Rampling –  Royaume-Uni
- 2016 : Jean-Claude Carrière -  France
- 2017 : Alexandre Sokourov – Russie
- 2018 : Carmen Maura –  Espagne
- 2019 : Werner Herzog – Allemagne

### Années 2020
- 2021 : Márta Mészáros –  Hongrie
- 2022 : Margarethe von Trotta –  Allemagne
- 2023 : Vanessa Redgrave –  Royaume-Uni
- 2024 : Wim Wenders –  Allemagne